# Submersible Ship Nuclear
Submersible Ship Nuclear (SSN) – w terminologii NATO oznacza okręt podwodny o napędzie atomowym przeznaczony do zwalczania jednostek pływających przeciwnika, w tym zwłaszcza jego okrętów podwodnych. Od lat sześćdziesiątych dwudziestego wieku, termin ten stosowany jest również na określenie jednostek bardziej uniwersalnych, których zadania wykraczają poza zwalczanie żeglugi i floty przeciwnika, przez co nabierają charakteru jednostek wielozadaniowych. Obok zadań typowo myśliwskich, okręty tego rodzaju wykonują także zadania o charakterze wywiadowczym, współpracy z siłami specjalnymi, a także zadania uderzeniowe na cele lądowe za pomocą wystrzeliwanych spod wody pocisków manewrujących. Takimi okrętami dysponuje: USA, Rosja, Chiny, Wielka Brytania i Francja oraz będą dysponować Indie, Australia i Brazylia.
Najnowszymi okrętami tej klasy, obecnie będącymi w służbie są (stan na 2024 rok):
- amerykańskie okręty podwodne typu Los Angeles (w trakcie wycofywania ze służby, 24 okręty w służbie ze 62 zbudowanych sztuk)
- amerykańskie okręty podwodne typu Seawolf (3 okręty w służbie, komplet)
- amerykańskie okręty podwodne typu Virginia (także  okręty klasy SSGN, 26 okrętów w służbie z 66 planowanych, 3 szt. zamówione przez Australię)
- rosyjskie okręty podwodne projektu 971 - "Akula" (w trakcie wycofywania ze służby, 4 okręty w służbie z 15 szt., 1 szt. INS Chakra wydzierżawiona przez Indie)
- rosyjskie okręty podwodne projektu 885 - "Yasen" (głównie okręty klasy SSGN, 4 okręty w służbie z planowanych 12 sztuk)
- brytyjskie okręty podwodne typu Astute (5 okrętów w służbie z planowanych 7 sztuk)
- francuskie okręty podwodne typu Rubis (w trakcie wycofywania ze służby, 2 okręty w służbie z 6 zbudowanych sztuk)
- francuskie okręty podwodne typu Suffren (3 okręty w służbie z planowanych 6 sztuk)
- chińskie okręty podwodne typu 091 (w trakcie wycofywania ze służby, 3 okręty w służbie z 5 zbudowanych sztuk)
- chińskie okręty podwodne typu 093(inne języki) (2 okręty w służbie z planowanych 7 sztuk)

Planowane: 
- australijsko-brytyjskie okręty podwodne typu SSN-AUKUS(inne języki)[1]
- brazylijskie okręty podwodne typu Riachuelo(inne języki)
- chińskie okręty podwodne typu 095(inne języki)
- indyjskie okręty podwodne projektu 75 Alpha(inne języki)
- rosyjskie okręty podwodne typu Laika(inne języki)